# Europamästerskapet i rullstolsrugby
Europamästerskapet i rullstolsrugby hade premiär 1995.

## Resultat
| 1995 Detaljer | Göteborg, Sverige        | Storbritannien | –     | Sverige        | ?              | –     | Tyskland       |
| 1997 Detaljer | Nijmegen, Nederländerna  | Sverige        | 31–23 | Storbritannien | Tyskland       | 42–31 | Nederländerna  |
| 1999 Detaljer | Nottwil, Luzern, Schweiz | Sverige        | –     | Tyskland       | Storbritannien | –     | Schweiz        |
| 2003 Detaljer | Lommel, Belgien          | Storbritannien | 32–31 | Belgien        | Tyskland       | 27–25 | Danmark        |
| 2005 Detaljer | Middelfart, Danmark      | Storbritannien | 28–26 | Tyskland       | Sverige        | 31–30 | Danmark        |
| 2007 Detaljer | Esbo, Finland            | Storbritannien | 28–26 | Tyskland       | Sverige        | 31–30 | Belgien        |
| 2009 Detaljer | Hillerød, Danmark        | Belgien        | 49–46 | Sverige        | Tyskland       | 47–43 | Storbritannien |
| 2011 Detaljer | Nottwil, Luzern, Schweiz | Sverige        | 49–42 | Storbritannien | Belgien        | 52–51 | Frankrike      |
| 2013 Detaljer | Antwerpen, Belgien       | Sverige        | 49–48 | Danmark        | Storbritannien | 56–43 | Tyskland       |

### Fotnoter
1. ↑  Wheelchair Rugby -not just a firework display! Arkiverad 7 juli 2011 hämtat från the Wayback Machine., Artister för Livet
2. ↑  ”Fra Murderball til taktiktavler” (på danska). Arkiverad från originalet den 23 februari 2006. https://web.archive.org/web/20060223171303/http://www.wheelchairrugby05.dk/side.asp?MenuID=2. Läst 1 januari 2011.